# Pseudoginecomastia

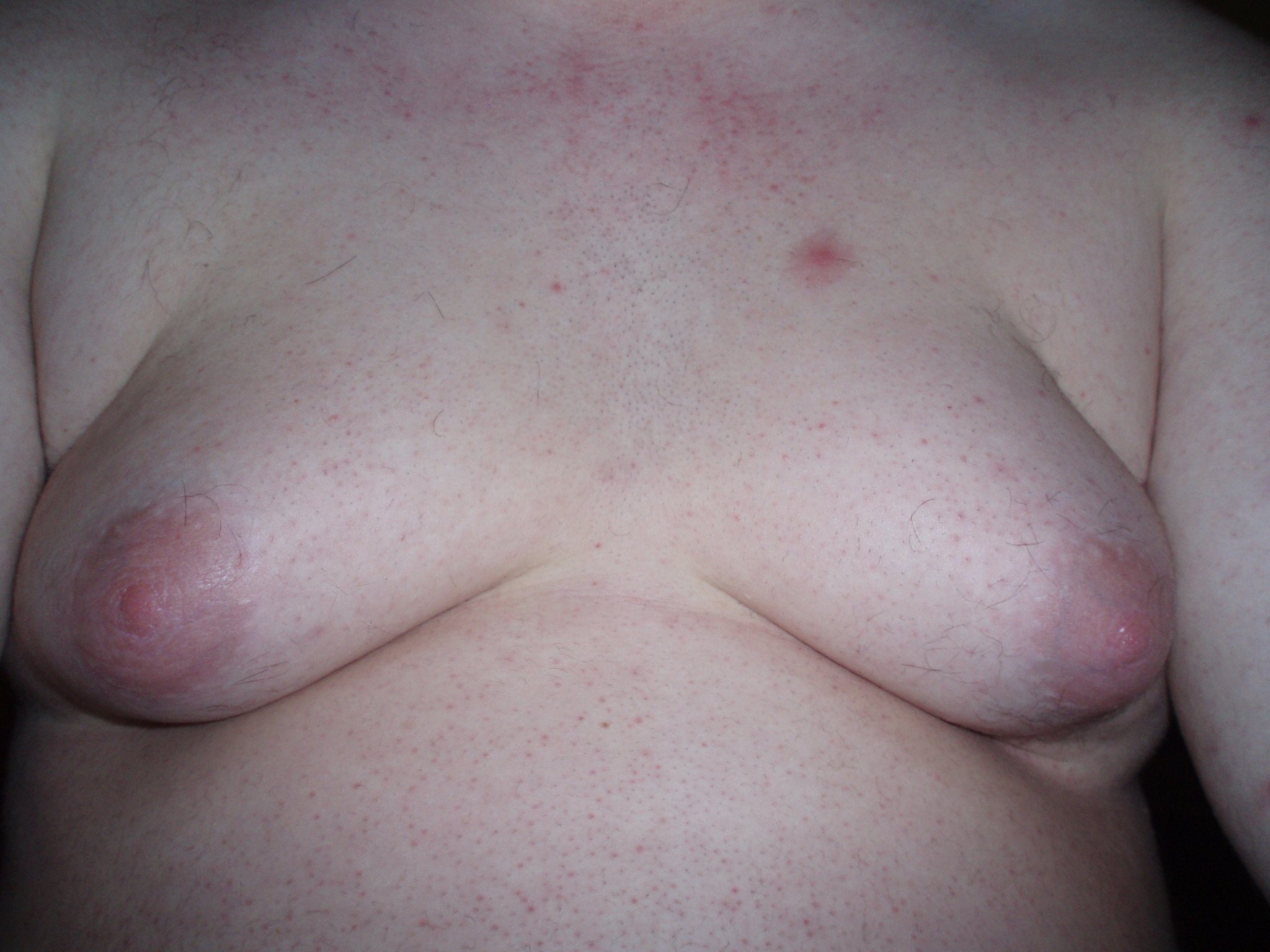
Imagen explicativa

Se llama pseudoginecomastia al desarrollo de acúmulos de grasa en forma de mama en los varones sin verdadero tejido glandular mamario.
Está comúnmente presente en hombres con obesidad, y es particularmente aparente en hombres que han sufrido una gran pérdida de peso. Un término relacionado/sinónimo es adipomastia.
La condición es diferente y debe ser distinguida de la ginecomastia ("senos femeninos"), que implica el verdadero desarrollo de la glándula mamaria en un hombre. Por lo general, las dos condiciones se pueden distinguir fácilmente por medio de la palpación para comprobar la presencia de tejido glandular. Otra diferencia entre las condiciones es que el dolor o la sensibilidad de los senos no se produce en la pseudoginecomastia.
A veces, la ginecomastia y la pseudoginecomastia están presentes juntas; esto está relacionado con el hecho de que el tejido graso expresa aromatasa, la enzima responsable de la síntesis de estrógeno, y el estrógeno se produce de forma desproporcionada en los hombres con cantidades excesivas de grasa, lo que resulta en un aumento simultáneo de la glándula.